# Абу-ль-Касим Убапдаллах ібн Абдаллах ібн Хордадбег
Ібн Хордадбег, Абуль Касім Убейдаллаг Ібн Абдалах ( ابوالقاسم عبیدالله ابن خردادبه, біля 820 — бл. 912/913) — арабський географ і письменник, за походженням іранець. Його книга «Книга шляхів і держав» (844—848 роки) — перший твір географічного змісту арабською мовою, що дійшов до нашого часу. Тут вказано назви провінцій, міст, надані точні маршрути, відстані, є згадки про найдавніше повідомлення про поширення серед русів християнства.
Прийнято вважати, що Ібн Хордадбеху належить найдавніша згадка про русів в арабській літературі.

## Праці
- «Книга шляхів і країн» («Кітаб ал-масалік ва-л-мамалік»);
- «Книга про культуру музичного сприйняття» («Кітаб ал-адабу-с-сама'і»);
- «Книга зібрання генеалогій персів та їх колоній» («Кітаб джамхарат ансаб ал-фурс ва-н-навакіл»);
- «Книга про кулінарію» («Кітаб ат-табахі»);
- «Книга увеселення та задоволення» («Кітаб ал-лахв ва-л-малахі»);
- «Книга про мистцетво пиття» («Кітаб аш-шараб»);
- «Книга про орієнтацію по зірках —ал-анва» («Кітаб ал-анва»);
- «Книга про співрозмовників та приятелів» («Кітаб ан-нудама'і ва-л-джуласа'і»)